# Église Saint-Antoine-de-Padoue de Saül
Pour les articles homonymes, voir Église Saint-Antoine-de-Padoue.
L'église Saint-Antoine-de-Padoue de Saül est une église catholique située à Saül, en France. Il s'agit d'une église en bois à deux clochers.

## Localisation
L'église est située dans le département français de la Guyane, sur la commune de Saül.

## Historique
L'édifice a été construit sous l'égide des pères Bazin et Didier entre 1952 et 1962, sous la direction de l'architecte Claude Martin. La construction ayant également été impulsée par l'évêque Monseigneur Marie, elle est communément appelée  « cathédrale ». Elle est le témoin de l'époque où Saül était le principal centre aurifère de Guyane.
Les habitants de Saül ont participé à l'ouvrage en transportant pierres et sable de la carrière au chantier.
L'église est classée au titre des monuments historiques le 11 février 1993. Il s'agit de la seule construction classée monument historique du vivant de l'architecte. Elle a été entièrement rénovée en 1995 avec l'aide de douze hommes de la section menuiserie-charpente du 3e RSMA.
Seule église à deux clochers en bois du département, elle est sélectionnée pour le loto du patrimoine en 2023 et bénéficie de travaux entre 2023 et 2024.

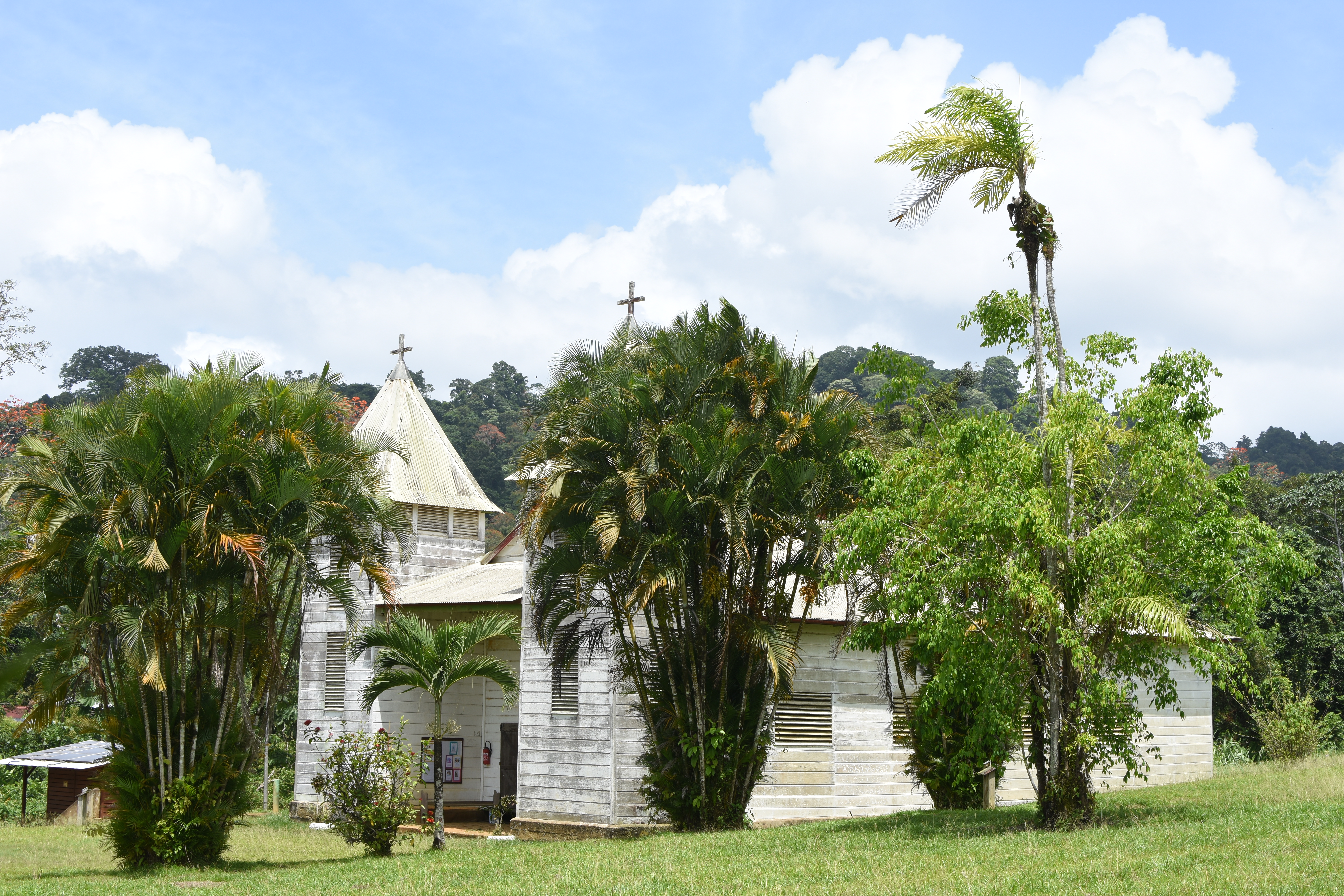
Eglise de Saül en Guyane française.